# Крис Вилијамсон
Крис Вилијамсон је aмеричка феминистичка певачица-текстописац и уметница снимања. Била је видљива лезбејска политичка активисткиња у време када је мало ко био повезан са лезбејском заједницом и био свестан геј и лезбејских проблема. Вилијамсонина музика и увид послужили су као катализатор промена у стварању издавачких кућа у власништву жена током 1970-их. Користећи своје музичке таленте, умрежавајући се са другим уметницама које раде у женској музици и спремност да представља оне који се још нису осећали сигурним да говоре за себе, Вилијамсонова је добила заслуге од стране многих у ЛГБТ заједници за свој допринос, како уметнички, тако и политички и наставља да буде узор млађој генерацији, у нади да ће се позабавити бригама и стећи признање за достигнућа специфична за људе који су историјски игнорисани.

## Биографија

### Ране године
Вилијамсонова је рођена 1947. у Дедвуду, Јужна Дакота, иако се њена породица преселила у Колорадо и Воминг када је била још млада. Тада је њен музички идол био Џуди Колинс, а Вилијамсонова је развила музички стил и звук сличан оном Колиновсовом. Први албум, Уметништво Крис Вилијамсон, издала је 1964, када је имала шеснаест година. Она је постала локална музичка сензација у Шеридан-у, Воминг-у, а потом је издала два следећа ЛП-ја. Вилијамсон је дипломирала на Универзитету у Денверу. У почетку се подржавала као учитељица, док је истовремено сарађивала са другим женама које су такође биле текстописци и извођачи и почела да се повезује са Холи Неар, Мег Кристијан и Мерџи Адам, свим музичарима које су постале жене уметници стаса, формирајући потпуно нови музички жанр, пре свега о и за жене.

## Каријера

### Оливијини Записи
Током радио интервјуа у Вашингтону, Ди.Сију., 1973, Вилијамсонова је предложила да би издавачка кућа намјењена геј женама била добра идеја. Сутрадан је основан независни лабел Оливија Рекордс. Оливија Рекордс објавила је Вилијамсонин филм Променитељ и промењен (1975), који је постао једно од најпродаванијих независних издања свих времена. Променитељ и промењен је такође први ЛП који су у потпуности произвеле жене, а све време је најпродаванији албум који је изашао из женског музичког жанра. Као што пише Вилиајм Рухлман из ОлМјузик-а:
"Променитељ и промењен" био је женској музици оно што је трилер Мајкла Џексона за музичку индустрију уопште средином 80-их, албум који се продавао далеко изнад опажене величине тржишта, више од 100.000 примерака у првој години. На крају је, наводно, продато више од 500.000 примерака, што би га учинило златним албумом, иако РИАА није сертификована као таква. (Ипак, то не побија процену продаје. Албуми нису аутоматски сертификовани; а издавачка кућа мора да захтева сертификацију и плати ревизију.)"
Вилијамсонова је снимила више од десетак албума са Олив Рекордс, а затим је након пропасти формирала властити лабел, Вулф Мон Рекордс. Ово је помогло да се успостави темпо за остале извођаче који имају тешкоће да раде са главним издавачким кућама.
У 1982. године сарађивала је с естонским уметницом / Ауторем Вида Поликарпус на ЛП-у научне фантастике / Фантазијске басне и књизи (са Поликарпосовим уметничким делима) под називом Лумјере, која је објављена на Пацифик Каскаде Рекордс.

### Приватни живот
Вилијамсонова је снимила два албума са својим дугогодишњим продуцентом и љубавницом Третом Фуреом. Вилијамсонова и Фуре прекинули су своју 20-годишњу везу 2000. године и сви се сада снимају као соло уметници.
Вилијамсонова је радила као музичар са сесијама како да уздржава себе, тако и да пружа помоћ другим колегама уметницама. Сарађивала је са другим женским музичким уметницама, укључујући Мег Кристијан и Тереса Трул. Има пријатеље у многим угловима; једна дугогодишња пријатељица је музичарка Бони Рајт, која је свирала на неким од њених албума.

### Политички активизам и хуманитарни рад
Вилијамсонова је лезбијска феминисткиња и промотерка музичких компанија у власништву жена. Недавно је  укључена у нови пројекат са Бони Рајт.

### По узору на Џеј Дил
Вилијамсонина Сјај На Правој Стрели је урађена по узору покојне продуценткиње хип хопа Џеј Диле у песми "Црвено" из албума  "Шампионски Звук" из 2003. (са Мадлиб као Џејлиб).

## Дискографија
- 1964. "The Artistry of Cris Williamson"
- 1965. "A Step at a Time"
- 1965. "The World Around Cris Williamson"
- 1971. "Cris Williamson"
- 1975. "The Changer and the Changed"
- 1978. "Live Dream"
- 1980. "Strange Paradise"
- 1982. "Blue Rider"
- 1982. "Lumière"
- 1983. "Meg/Cris at Carnegie Hall"
- 1985. "Prairie Fire"
- 1985. "Snow Angel"
- 1987. "Wolf Moon"
- 1989. "Country Blessed (with Teresa Trull)"
- 1990. "The Best of Cris Williamson"
- 1991. "Live in Concert: Circle of Friends"
- 1994. "Postcards from Paradise"
- 1997. "Between the Covers"
- 1999. "Radio Quiet"
- 2001. "Ashes"
- 2003. "Cris & Holly (with Holly Near)"
- 2003. "Replay"
- 2005. "The Essential Cris Williamson"
- 2005. "Real Deal"
- 2005. "The Changer and the Changed: A Record of the Times [30th Anniversary Enhanced]"
- 2007. "Fringe"
- 2008. "Winter Hearts"
- 2010. "Gifthorse"
- 2013. "Pray Tell"